# Lukovec, Sevnica
Lukovec je naselje v Občini Sevnica.
Je razloženo naselje z gručastim jedrom, ki leži v severnem delu Krškega gričevja, na nizkem slemenu med gozdnato dolino Pihovcem in Lukovskim poljem, ki se spušča proti Jevšam, zaselku na vzporednem slemenu med Lukovskim poljem in Temno dolino. 
Tu stoji pristava Tariškega gradu z Radne iz 17. stoletja. 
K vasi spada tudi zaselek Mali Lukovec na robu slemena, ki se na severu strmo spušča proti reki Savi. Naselje je dostopno po cesti z Radne. Na vznožju Velikega vrha (540 m) jugozahodno nad Lukovcem stoji na samem cerkev sv. Marije Magdalene iz 17. stoletja. 
Cerkev svete Marije Magdalene
Cerkvica slogovno predstavlja skromno podeželsko stavbo, katere glavni prostor je pravokotna ladja. Ladja je najstarejša in po svoji arhitekturi kaže na nastanek v 17. stoletju.
Prezbiterij in zakristija sta bila dozidana leta 1888. Istega leta je bil narejen tudi glavni oltar, ki stilno posnema baročne oblike. 
V sredini je kip sv. Magdalene s križem v roki, ob straneh pa sta sv. Joahim in Ana z Marijo.
Ob slavoloku na čelni strani visita namesto stranskih oltarjev v lesenih okvirjih tiskani sliki Jezusovega in Marijinega Srca.
Volavškov gradič
Južno od Tariške vasi, med vasema Konjsko in Lukovec, so razvaline pristave Lukovec, sredi 18. stoletja last plemičev Wolvitzev, nato pa so v njem prebivali oskrbniki in upravitelji Tariške vasi. V tem stoletju je razpadajoče poslopje prešlo v kmečko vas.